# Alvensleben (Wüstung)

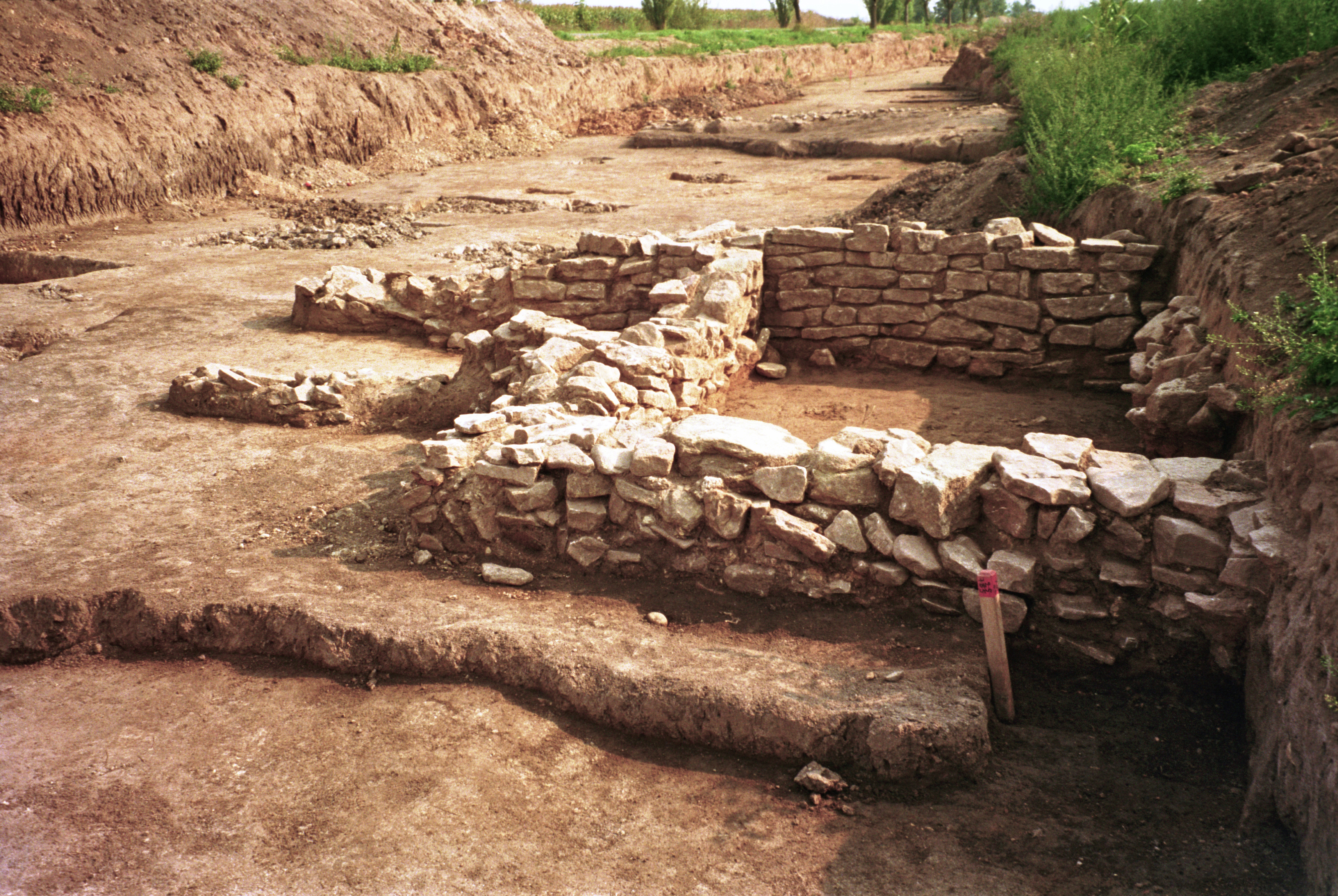
Hausreste aus Alvensleben

Alvensleben oder Almensleben ist eine Wüstung auf der Flur der heutigen Stadt Sangerhausen in Sachsen-Anhalt.

## Geografische Lage
Die Wüstung Alvensleben liegt zwischen Sangerhausen und Wallhausen, zwischen der Gonna im Osten und dem Sachsgraben im Westen. Südlich wird die Flur durch die Helme begrenzt.

## Geschichte
In dem zwischen 881 und 899 entstandenen Hersfelder Zehntverzeichnis wird Alvensleben ([Al]bundesleba) als zehntpflichtiger Ort im Gau Friesenfeld genannt.